# Demétrio (Bíblia)
O nome Demétrio aparece em duas oportunidades na Bíblia Sagrada, sendo ambas no Novo Testamento:
- um adorador de Diana que incitou o ódio contra o apóstolo Paulo.[1];
- Um discípulo elogiado em 3 João 1:12. Possivelmente o receptor das cartas de 1, 2 e 3 João, Demétrio é recomendado ao líder cristão primitivo Gaio (3 João 1:11) como aquele que sustenta a verdade do Evangelho e, como tal, deve ser bem-vindo e bem tratado.[2]